# Harvey Williams
Harvey Lavance Williams (Hempstead, 22 aprile 1967) è un ex giocatore di football americano statunitense che ha militato nel ruolo di running back nella National Football League (NFL). Al college giocò a football a LSU

## Carriera professionistica
Williams fu scelto come 21º assoluto nel Draft NFL 1991 dai Kansas City Chiefs. Con essi non giocò mai all'altezza delle aspettative, Nelle prime due stagioni, Barry Word e Christian Okoye giocarono consistentemente più minuti, finendo entrambi con più yard corse. Nel 1993, quando Marcus Allen si unì alla squadra e divenne titolare, i giorni di Williams ai Chiefs divennero contati.
Nel 1994, Williams si trasferì all'ex squadra di Allen, gli Los Angeles Raiders, dove ebbe per la prima volta la possibilità di titolare, rispondendo con due stagioni positive. Corse 983 yard nel 1994 e 1.114 con 9 touchdown nel 1995. L'anno successivo, perse il posto da titolare a favore di un'altra scelta del primo giro, Napoleon Kaufman, venendo spostato nel ruolo di tight end. Nel 1997 giocò forse la sua miglior gara da professionista, segnando 4 touchdown nella vittoria per 38-13 sui San Diego Chargers. Rimase ai Raiders fino a che non fu svincolato dopo la stagione 1998.

## Statistiche
| Yard corse         | 3.952 |
| Touchdown su corsa | 20    |